# Luc Lemli
Luc Lemli, (Aalst, 26 december 1935 - Bonheiden, 24 augustus 2019) was een Belgisch kinderarts. Hij was een van de ontdekkers van het Syndroom van Smith-Lemli-Opitz. Gezamenlijk met David Smith en John Opitz, werd het voor het eerst beschreven in 1964.

## Levensloop
Luc Lemli werd opgeleid aan het Sint-Jozefscollege te Aalst en studeerde geneeskunde aan de Katholieke Universiteit Leuven. Hij kwalificeerde zich in 1960 en werd later dat jaar een inwoner in pediatrie aan de Universiteit van Wisconsin. Van 1964-1965 was hij kinderarts in het AZ Sint-Blasius Dendermonde. Aldaar werd hij in 1976 hoofd kindergeneeskunde. Lemli ging in 1994 met pensioen, maar bleef actief tot in de jaren 2000. Hij stierf op 24 augustus 2019, in het Imeldaziekenhuis te Bonheiden.
Op zijn doodsbrief staat te lezen:
Wanneer ik oud zal zijn en zeldzaam
Als een duizendjarige eik
word ik pas waardevol.
Nu ik nog jong ben, recht en roekeloos
gaat men aan mij voorbij.
De ene boom bezingt de bloesem
van de andere niet.
Pas als het blad zich rood kleurt
in de herfst vindt men het mooi
Luc, nov 1975